# Hibernian Football Club 2015-2016
Questa voce raccoglie le informazioni riguardanti l'Hibernian Football Club nelle competizioni ufficiali della stagione 2015-2016.

## Stagione
- In Scottish Championship l'Hibernian si classifica al 3º posto (70 punti), dietro a Rangers e Falkirk. Ai play-off promozione viene eliminato in semifinale dal Falkirk.
- In Scottish Cup batte in finale i Rangers (2-3) e vince per la 3ª volta la coppa, 114 anni dopo l'ultima vittoria.
- In Scottish League Cup perde la finale contro il Ross County (1-2).

## Maglie e sponsor
| Casa | Trasferta |

## Rosa
| N. |                           | Ruolo | Calciatore            |
| -- | ------------------------- | ----- | --------------------- |
| 1  | Inghilterra (bandiera)    | P     | Mark Oxley            |
| 2  | Scozia (bandiera)         | D     | David Gray (capitano) |
| 3  | Scozia (bandiera)         | C     | Liam Henderson        |
| 4  | Scozia (bandiera)         | D     | Paul Hanlon           |
| 5  | Inghilterra (bandiera)    | D     | Liam Fontaine         |
| 6  | Inghilterra (bandiera)    | C     | Marvin Bartley        |
| 7  | Rep. del Congo (bandiera) | A     | Dominique Malonga     |
| 8  | Scozia (bandiera)         | C     | Fraser Fyvie          |
| 9  | Francia (bandiera)        | A     | Farid El Alagui       |
| 10 | Scozia (bandiera)         | C     | Dylan McGeouch        |
| 16 | Scozia (bandiera)         | D     | Lewis Stevenson       |
| 17 | Scozia (bandiera)         | C     | Martin Boyle          |
| 18 | Scozia (bandiera)         | C     | John McGinn           |

| N. |                        | Ruolo | Calciatore       |
| -- | ---------------------- | ----- | ---------------- |
| 19 | Scozia (bandiera)      | A     | James Keatings   |
| 21 | Scozia (bandiera)      | D     | Dan Carmichael   |
| 23 | Scozia (bandiera)      | D     | Jordon Foster    |
| 24 | Scozia (bandiera)      | D     | Darren McGregor  |
| 25 | Irlanda (bandiera)     | P     | Conrad Logan     |
| 27 | Norvegia (bandiera)    | D     | Niklas Gunnarson |
| 28 | Irlanda (bandiera)     | A     | Anthony Stokes   |
| 29 | Inghilterra (bandiera) | A     | Chris Dagnall    |
| 30 | Scozia (bandiera)      | C     | Kevin Thompson   |
| 33 | Scozia (bandiera)      | C     | Alex Harris      |
| 45 | Scozia (bandiera)      | A     | Jason Cummings   |
| 48 | Scozia (bandiera)      | C     | Scott Martin     |
| 49 | Scozia (bandiera)      | A     | Lewis Allan      |

## Risultati

### Scottish Championship
| Arbitro: | Don Robertson |

|                                      |           |                       |
| Gregor Buchanan 3’ Wullie Gibson 55’ | Marcatori | 14’ Dominique Malonga |

| Arbitro: | Craig Charleston |

|                    |           |  |
| Jason Cummings 58’ | Marcatori |  |

| Arbitro: | Steven McLean |

|                     |           |  |
| James Tavernier 66’ | Marcatori |  |

| Arbitro: | Alan Muir |

|                                       |           |  |
| James Keatings 22’ Jason Cummings 50’ | Marcatori |  |

| Arbitro: | Alan Muir |

|  |           |                           |
|  | Marcatori | 40’ (rig.) Jason Cummings |

| Arbitro: | Dr John McKendrick |

|                                                       |           |  |
| Liam Henderson 44’ Jason Cummings 50’ John McGinn 65’ | Marcatori |  |

| Arbitro: | Barry Cook |

|  |           |                    |
|  | Marcatori | 50’ Liam Henderson |

| Arbitro: | Crawford Allan |

|                  |           |                     |
| Martin Boyle 42’ | Marcatori | 18’ Calum Gallagher |

| Arbitro: | Greg Aitken |

|  |           |                                                       |
|  | Marcatori | 3’ Jason Cummings 41’ Liam Henderson 89’ Martin Boyle |

| Arbitro: | Brian Colvin |

|                                                                                      |           |                                      |
| Dominique Malonga 21’ Liam Fontaine 26’ Jason Cummings 43’ (rig.) James Keatings 60’ | Marcatori | 22’ Grant Gallagher 74’ Steven Craig |

| Arbitro: | George Salmond |

|              |           |                                   |
| Jon Daly 64’ | Marcatori | 4’ John McGinn 26’ Jason Cummings |

| Arbitro: | John Beaton |

|                                    |           |                            |
| Jason Cummings 11’ Paul Hanlon 73’ | Marcatori | 47’ (aut.) Darren McGregor |

| Arbitro: | Andrew Dallas |

|               |           |                                                                                    |
| Sean Kelly 8’ | Marcatori | 10’ Jason Cummings 37’ James Keatings 41’ James Keatings 78’ (rig.) James Keatings |

| Arbitro: | Craig Thomson |

|                                       |           |                    |
| James Keatings 52’ James Keatings 69’ | Marcatori | 87’ Jordyn Sheerin |

| Arbitro: | Barry Cook |

|  |           |                    |
|  | Marcatori | 60’ Jason Cummings |

| Arbitro: | Dr John McKendrick |

|  |           |                    |
|  | Marcatori | 47’ Anthony Stokes |

| Arbitro: | Kevin Clancy |

|                     |           |                |
| Martin Boyle 90'+2’ | Marcatori | 84’ Lee Miller |

| Arbitro: | Brian Colvin |

|                          |           |  |
| Dominique Malonga 90'+4’ | Marcatori |  |

| Arbitro: | Bobby Madden |

|                                                                  |           |                                          |
| Jason Holt 33’ Jason Holt 43’ Nicky Clark 65’ Martyn Waghorn 89’ | Marcatori | 23’ Jason Cummings 86’ Dominique Malonga |

| Arbitro: | George Salmond |

|                           |           |  |
| Jason Cummings 50’ (rig.) | Marcatori |  |

| Arbitro: | John Beaton |

|                  |           |                    |
| Blair Alston 49’ | Marcatori | 73’ Jason Cummings |

| Arbitro: | Don Robertson |

|                                                       |           |                      |
| Liam Henderson 10’ John McGinn 44’ Anthony Stokes 90’ | Marcatori | 45'+2’ Stevie Mallan |

| Arbitro: | Steven McLean |

|  |           |                                                    |
|  | Marcatori | 36’ Tam O'Ware 51’ Denny Johnstone 63’ Ross Forbes |

| Livingston 13 febbraio 2016, ore 18:15 24ª giornata | Livingston | 0 – 0 referto | Hibernian | Almondvale Stadium (2.663 spett.)\| Arbitro: \| Alan Muir \| |
| Arbitro:                                            | Alan Muir  |               |           |                                                              |

| Arbitro: | Nick Walsh |

|                                                     |           |  |
| Martin Boyle 5’ Dan Carmichael 40’ Martin Boyle 77’ | Marcatori |  |

| Arbitro: | Barry Cook |

|                                                     |           |                                        |
| Kevin Cawley 21’ Christian Nadé 42’ Darren Barr 49’ | Marcatori | 57’ Liam Henderson 71’ Farid El Alagui |

| Arbitro: | Andrew Dallas |

|                  |           |  |
| Andy Murdoch 78’ | Marcatori |  |

| Arbitro: | Kevin Clancy |

|                                                            |           |                                 |
| Jason Cummings 5’ Anthony Stokes 18’ Niklas Gunnarsson 58’ | Marcatori | 41’ Jason Holt 85’ Barrie McKay |

| Arbitro: | Barry Cook |

|                                     |           |                  |
| Anthony Stokes 75’ Martin Boyle 78’ | Marcatori | 23’ Jordan White |

| Arbitro: | Dr John McKendrick |

|                                    |           |                    |
| Lewis Toshney 38’ Mark Stewart 53’ | Marcatori | 25’ Anthony Stokes |

| Arbitro: | Don Robertson |

|                                                                                    |           |  |
| James Keatings 7’ James Keatings 13’ Kevin Cawley 75’ (aut.) Anthony Stokes 90'+2’ | Marcatori |  |

| Arbitro: | Craig Charleston |

|                                        |           |                                        |
| Rocco Quinn 35’ Lawrence Shankland 57’ | Marcatori | 27’ Jason Cummings 89’ Farid El Alagui |

| Arbitro: | Bobby Madden |

|                   |           |  |
| Michael Duffy 45’ | Marcatori |  |

| Arbitro: | Crawford Allan |

|                                              |           |                                    |
| Jason Cummings 10’ Jason Cummings 81’ (rig.) | Marcatori | 87’ David McCracken 90’ Bob McHugh |

| Greenock 23 aprile 2016, ore 16:00 35ª giornata | Greenock Morton | 0 – 0 referto | Hibernian | Cappielow Park (2.308 spett.)\| Arbitro: \| Stephen Finnie \| |
| Arbitro:                                        | Stephen Finnie  |               |           |                                                               |

| Arbitro: | George Salmond |

|                                          |           |  |
| Niklas Gunnarsson 67’ Jason Cummings 79’ | Marcatori |  |

### Spareggi
| Arbitro: | Kevin Clancy |

|                      |           |  |
| Harry Panayiotou 75’ | Marcatori |  |

| Edimburgo 7 maggio 2016, ore 13:30 Quarti - Ritorno | Hibernian          | 2 – 0 referto | Raith Rovers | Easter Road Stadium\| Arbitro: \| Dr John McKendrick \| |
| Arbitro:                                            | Dr John McKendrick |               |              |                                                         |

| Arbitro: | Alan Muir |

|                                        |           |                               |
| Liam Henderson 57’ Darren McGregor 66’ | Marcatori | 34’ Lee Miller 80’ Bob McHugh |

| Arbitro: | Craig Thomson |

|                                                   |           |                                              |
| Blair Alston 13’ Luke Leahy 79’ Bob McHugh 90'+2’ | Marcatori | 31’ (rig.) James Keatings 34’ James Keatings |

### Scottish Cup
| Arbitro: | Willie Collum |

|  |           |                                           |
|  | Marcatori | 61’ Darren McGregor 64’ Dominique Malonga |

| Arbitro: | Craig Thomson |

|                                    |           |                                       |
| Arnaud Djoum 32’ Sam Nicholson 44’ | Marcatori | 80’ Jason Cummings 90'+1’ Paul Hanlon |

| Arbitro: | John Beaton |

|                   |           |  |
| Jason Cummings 4’ | Marcatori |  |

| Arbitro: | Crawford Allan |

|                    |           |                    |
| James Keatings 54’ | Marcatori | 77’ Andrea Mutombo |

| Arbitro: | Stephen Finnie |

|                 |           |                                       |
| Iain Vigurs 77’ | Marcatori | 36’ Anthony Stokes 41’ Anthony Stokes |

| Arbitro: | John Beaton |

|  |                      |  |
|  | Tiri di rigore 4 – 2 |  |

| Arbitro: | Steven McLean |

|                                    |           |                                                        |
| Kenny Miller 27’ Andy Halliday 64’ | Marcatori | 3’ Anthony Stokes 80’ Anthony Stokes 90'+2’ David Gray |

### Scottish League Cup
| Arbitro: | John Beaton |

|                                                     |           |  |
| Scott Martin 33’ Scott Allan 71’ Jason Cummings 82’ | Marcatori |  |

| Arbitro: | Kevin Clancy |

|                         |           |  |
| Scott Rumsby 54’ (aut.) | Marcatori |  |

| Arbitro: | Steven McLean |

|                                          |           |  |
| Jason Cummings 82’ Dominique Malonga 88’ | Marcatori |  |

| Arbitro: | Willie Collum |

|                                                                 |           |  |
| David Gray 20’ Jason Cummings 61’ (rig.) Lewis Stevenson 90'+4’ | Marcatori |  |

| Arbitro: | Steven McLean |

|                                           |           |                     |
| Jason Cummings 29’ (rig.) John McGinn 74’ | Marcatori | 33’ Joe Shaughnessy |

| Arbitro: | Kevin Clancy |

|                   |           |                                     |
| Liam Fontaine 45’ | Marcatori | 25’ Michael Gardyne 90’ Alex Schalk |